# ATP Osaka 1993
L'ATP Osaka 1993 è stato un torneo di tennis giocato sul cemento. È stata la 1ª edizione dell'ATP Osaka, che fa parte della categoria World Series nell'ambito dell'ATP Tour 1993.
Il torneo si è giocato a Osaka in Giappone dal 29 marzo al 4 aprile 1993.

## Campioni

### Singolare maschile
Michael Chang ha battuto in finale  Amos Mansdorf con il punteggio di 6–4, 6–4

### Doppio maschile
Mark Keil /  Christo van Rensburg hanno battuto in finale  Glenn Michibata /  David Pate con il punteggio di 7–6, 6–3